# The Oath (computerspel)
The Oath is een computerspel uit 1991. Het spel werd uitgegeven door attic Entertainment Software GmbH voor de Commodore Amiga. Het spel is een sidescrolling shooter met zes levels. Er kunnen verschillende power-ups worden opgepakt, zoals zeven wapens, slimme bommen, extra leven, wapenupgrades of extra snelheid. Tegenstanders moeten worden uitgeschakeld en men moet niet crashen in de omgeving.

## Ontvangst
| Beoordeeld door | Jaar | Score |
| --------------- | ---- | ----- |
| Amiga Joker     | 1991 | 74%   |
| Power Play      | 1991 | 70%   |
| Amiga Action    | 1992 | 50%   |